# Lophocebus aterrimus
Lophocebus aterrimus (Лофоцебус чорночубий) — вид приматів з роду Lophocebus родини мавпові.

## Таксономічні примітки
Grubb et al. (2003) визначили два підвиди: L. a. aterrimus, який знаходиться в центральному басейні р. Конго і L. a. opdenboschi, який знаходиться в північно-східній Анголі і південно-західній Демократичній Республіці Конго. Groves (2001, 2005) же вважав, що ці два таксони гідні визнання як окремих видів.

## Опис
Довжина голови й тіла: 45-65 см. Довжина хвоста: 80-85 см. Вага самців: 6-11 кг, самиць: 4-7 кг. Це стрункі примати з довгими кінцівками й довгим хвостом. Хутро грубе, чорне. Вид можна відрізнити видатним чорним гребенем волосся на верхній частині голови. Щоки сірі.

## Поширення
Країни проживання: Ангола, Демократична Республіка Конго. Цей вид зустрічається в первинних і вторинних вологих лісах і в заболочених лісах. 

## Стиль життя
Денний, рідко спускається на землю. Раціон складається в основному з плодів і насіння, з великою домішкою нектару в деякі місяці року. Діяльність живлення зосереджена на ранній ранок. Вони живуть у невеликих групах по 15 тварин, які складаються з одного або кількох самців, більшої кількості самиць і потомства. Гучними криками вони повідомляють інші групи про зайнятість території.

## Загрози та охорона
Потерпає від інтенсивного, неконтрольованого полювання на м'ясо в більшості районів ареалу. Також уразливий через втрати лісового середовища проживання. Цей вид занесений до Додатка II СІТЕС і класу B Африканської конвенції. Він присутній в англ. Salonga National Park, англ. Lukuru Community Reservation і пропонованому англ. Lomako conservation area.